# 選ばなかったみち
『選ばなかったみち』（えらばなかったみち、原題：The Roads Not Taken）は、2020年のイギリス・アメリカ合衆国のドラマ映画。サリー・ポッター監督の実弟の介護経験から着想を得て制作された。ハビエル・バルデム、エル・ファニングらが出演。第70回ベルリン国際映画祭コンペティション部門出品作品。

## ストーリー
ニューヨークに住むメキシコ移民の作家レオは認知症を患い、娘モリーやヘルパーの助けがなくては生活がままならなくなってしまったが、彼らとの意思疎通も困難な状況になっていた。
父娘の話を軸に、レオが初恋の女性とメキシコで生活している話と、ギリシャで若い女性と知り合う話とが行き交う。

## キャスト
- レオ: ハビエル・バルデム
- モリー: エル・ファニング
- ドロレス: サルマ・ハエック
- リタ: ローラ・リニー

## 作品の評価
Rotten Tomatoesによれば、47件の評論のうち高評価は43%にあたる20件で、平均点は10点満点中5.1点、批評家の一致した見解は「『選ばなかったみち』は演技の素晴らしい作品で、間違いなく特異なビジョンにもとづいたものであるが、最終的にはフラストレーションがたまるほど、致命的に生気のないものになっている。」となっている。
Metacriticによれば、19件の評論のうち、高評価は2件、賛否混在は13件、低評価は4件で、平均点は100点満点中42点となっている。